# توم فيتزسيمونز
توم فيتزسيمونز (بالإنجليزية: Tom Fitzsimmons)‏ هو لاعب كرة قاعدة أمريكي، ولد في 6 أبريل 1890 في أوكلاند في الولايات المتحدة، وتوفي بنفس المكان في 20 ديسمبر 1971.

## وصلات خارجية
- توم فيتزسيمونز على موقعبيزبول رفرنس.كوم (الدوري الرئيسي) (الإنجليزية)
- توم فيتزسيمونز على موقعبيزبول رفرنس.كوم (الدوري الثانوي) (الإنجليزية)